# فدریکو کاستلوچو
فدریکو کاستلوچو (انگلیسی: Federico Castelluccio؛ زادهٔ ۲۹ آوریل ۱۹۶۴) یک هنرپیشه و نقاش اهل ایالات متحده آمریکا است. وی از سال ۱۹۸۶ میلادی تاکنون مشغول فعالیت بوده‌است.
از فیلم‌ها یا برنامه‌های تلویزیونی که وی در آن نقش داشته است می‌توان به ال کانتانته، پلنگ صورتی ۲ و ساخته‌شده اشاره کرد.